# Сосновий Бор (зупинний пункт)
Соснóвий Бор (біл. Сасно́вы Бор) — пасажирський залізничний зупинний пункт Гомельського відділення Білоруської залізниці на лінії Калинковичі — Словечно між станцією Мозир (2,8 км) та зупинним пунктом Митва (4 км). Розташований за 3 км  на південний схід від села Березівка Мозирського району Гомельської області. Поблизу зупинного пункту відгалужується лінія до станції Барбарів.

## Пасажирське сполучення
Приміське пасажирське сполучення здійснюється щоденно поїздами регіональних ліній економкласу сполученням Калинковичі — Словечно.